# Harpsund
Harpsund es una casa señorial situada en el Flen, Södermanland, Suecia.
Desde el 22 de mayo de 1953, Hapsund ha sido usada como residencia vacacional del Primer ministro de Suecia.

## Historia
La parte más vieja de la mansión data del siglo XVII, pero el edificio principal fue construido en 1914. La finca, con la granja y el bosque, fue donada al Estado el 27 de diciembre de 1952, en cumplimiento con la voluntad del industrial Carl August Wicander, para ser usada como sitio vacacional del primer ministro. La donación fue aprobada por el Parlamento sueco (Riksdag) el 22 de mayo de 1953. La finca tiene 16,5 km². Se hicieron algunos ajustes a las condiciones de la donación como por ejemplo el hecho de que, con la excepción del edificio principal, la finca pueda estar disponible para conferencias gubernamentales. Harpsund pronto se convirtió en una sede para charlas informales entre el Gobierno de Suecia y las organizaciones industriales y de trabajadores. Fue llamada la Democracia de Harpsund (en sueco: Harpsunds Demokrat). A lo largo de los años, varios líderes extranjeros se han alojado como invitados. Especialmente reseñable fue la visita de Nikita Jrushchov, líder de la Unión Soviética. Es tradición que los invitados, acompañados del primer ministro, paseen a lo largo de la finca en el bote (Harpsundsekan), una tradición introducida por el primer ministro Tage Erlander.

## Galería

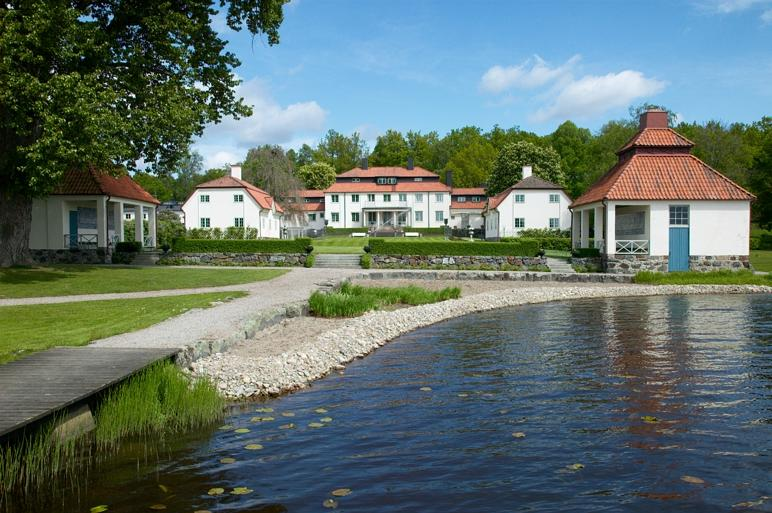
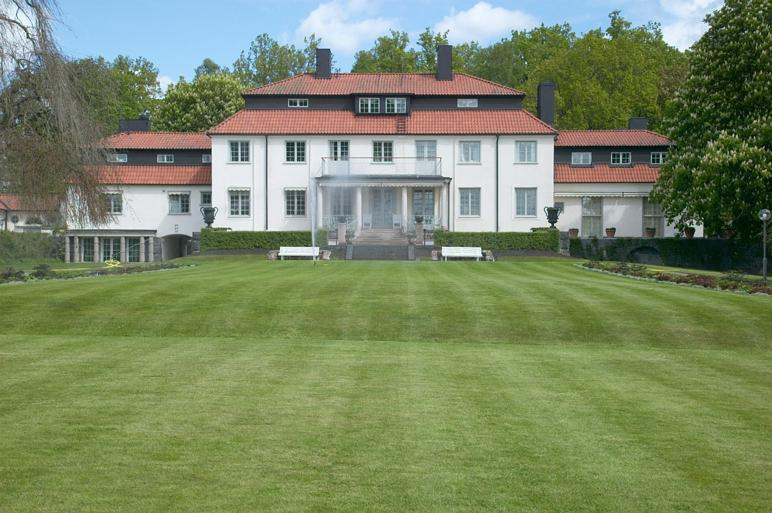
Edificio principal